# Bodrogszentmária
Bodrogszentmária (más néven Szentmáriafölde, szlovákul: Svätá Mária) község Szlovákiában, a Kassai kerület Tőketerebesi járásában.

## Fekvése
Királyhelmectől 10 km-re nyugatra, a Bodrog és a Latorca bal partján fekszik. Pálfölde tartozik hozzá.

## Története
A régészeti leletek tanúsága szerint területén már az újkőkorszakban is emberi település állt. Számos lelet került elő a korai bronzkorból és a római korból is. Korai szláv és honfoglalás kori magyar település maradványait is megtalálták a területén.
1261-ben „Villa Sancte Marie”, „Villa Maria”, „Zenthmaria” néven említik először. 1359-ben „Zenmaria” volt a neve. Az egri püspökség birtoka volt, majd a 16. században Garany várának tartozéka. 1557-ben 4 porta után adózott. 1715-ben 3 lakott és 15 ház nélküli jobbágytelke volt. 1787-ben 28 házában 180 lakosa élt.
1796-ban Vályi András ezt írja róla: „SZENT MÁRIA. Magyar falu Zemplén Várm. földes Ura az Egri Püspökség, és Bónis Úr, lakosai katolikusok, fekszik Czekének, Pálföldének, és Rádnak szomszédságjokban; határjában Latorcza, Bodrog vizével öszve ütközvén, vizenyős esztendőkben ezeknek károkat okoznak; réttye tsátés és sásos szénát termő; erdeje tőlgyes, és mivel jó nagy motsáros helyen fekszik, igen hasznos makktermő; itt Nagy Bóld. Aszszony napján nagy bútsú tartatik; Titze víz ér választya-el Pálföldtől, melly sok helységek körűl tekergősen tsavarogván, Zemplén Vára alatt szakad a’ Bodrogba; lakosai jó szőlőmívelők.”
1804-től a kassai püspökségé. 1828-ban 50 háza és 385 lakosa volt. Lakói halászattal, mezőgazdasággal, szőlészettel foglalkoztak.
Fényes Elek 1851-ben kiadott geográfiai szótárában így ír a faluról: „Szent-Mária, magyar falu, Zemplén vmegyében, Zemplénhez közel, a Bodrogközben, 230 rom., 63 g. kath., 45 ref., 7 zsidó lak., 188 h. szántófölddel, erdővel. F. u. az egri káptalan. Ut. p. Ujhely.”
Borovszky Samu monográfiasorozatának Zemplén vármegyét tárgyaló része szerint: „Bodrogszentmária, a Ticze folyó mellett fekvő magyar kisközség, melynek azelőtt egyszerűen Szentmária volt a neve. Van 66 háza és 501, túlnyomó számban róm. kath. vallású lakosa. Az egri püspökség ősi birtoka. IV. Bélának az egri püspökség jogait megerősítő oklevelében már Szent István óta a püspökséghez tartozó faluként van említve. 1534-ben Garany várához csatolták és ekkor Losonczy István és Forgách Zsigmond voltak az urai. 1598-ban rövid ideig Melith Pál is birtokosául szerepel. 1603-ban Árky Andrást és Miskolczy Simont iktatják egy itteni nemesi kúria birtokába, 1615-ben pedig Girincsy Istvánt, 1627-ben Melith Györgyöt, 1635-ben Pesty Andrást egyes részeibe, de 1638-ban özv. Forgáchné, szül. Pálffy Kata a Forgách-féle részt visszaadja az egri püspökségnek s ezé az még a XVIII. század végén is. Majd a kassai püspökségé lesz, mely itt ma is birtokos. 1831-ben a kolera dúlt lakosai között, s e miatt ezek fellázadtak; 1888-ban pedig árvíz okozott nagy kárt. Katholikus templomának építési ideje ismeretlen. A községnek Szomotor a postája, távírója és vasúti állomása.”
1920-ig Zemplén vármegye Bodrogközi járásához tartozott. 1924-ben nagy árvíz pusztított a községben. 1938 és 1944 között újra Magyarország része.
1956-ban Pálföldével egyesítették.

## Népessége
| Év:            | 1994. | 2004.   | 2014.   | 2024.    |
| -------------- | ----- | ------- | ------- | -------- |
| Emberek száma: | 585   | 618     | 572     | 502      |
| Eltérés:       |       | +5,64 % | -7,44 % | -12,23 % |

| Év:            | 2023. | 2024.   |
| -------------- | ----- | ------- |
| Emberek száma: | 509   | 502     |
| Eltérés:       |       | -1,37 % |

1910-ben 348-an, túlnyomórészt magyar anyanyelvűek lakták.
2001-ben 578 lakosából 506 magyar és 70 szlovák volt.
2011-ben 575 lakosából 495 magyar és 58 szlovák volt.
2021-ben 532 lakosából 398 magyar (74,8%), 117 szlovák, 1 ruszin, 1 bolgár, 1 egyéb, 14 ismeretlen nemzetiségű volt.

## Nevezetességei
- Kegykápolnája a falu határában, egy régi Mária-jelenés helye közelében 1995-ben épült. A kápolnához évente kétszer, májusban és októberben zarándokol el a Felső-Bodrogköz hívő népe.

## Képtár

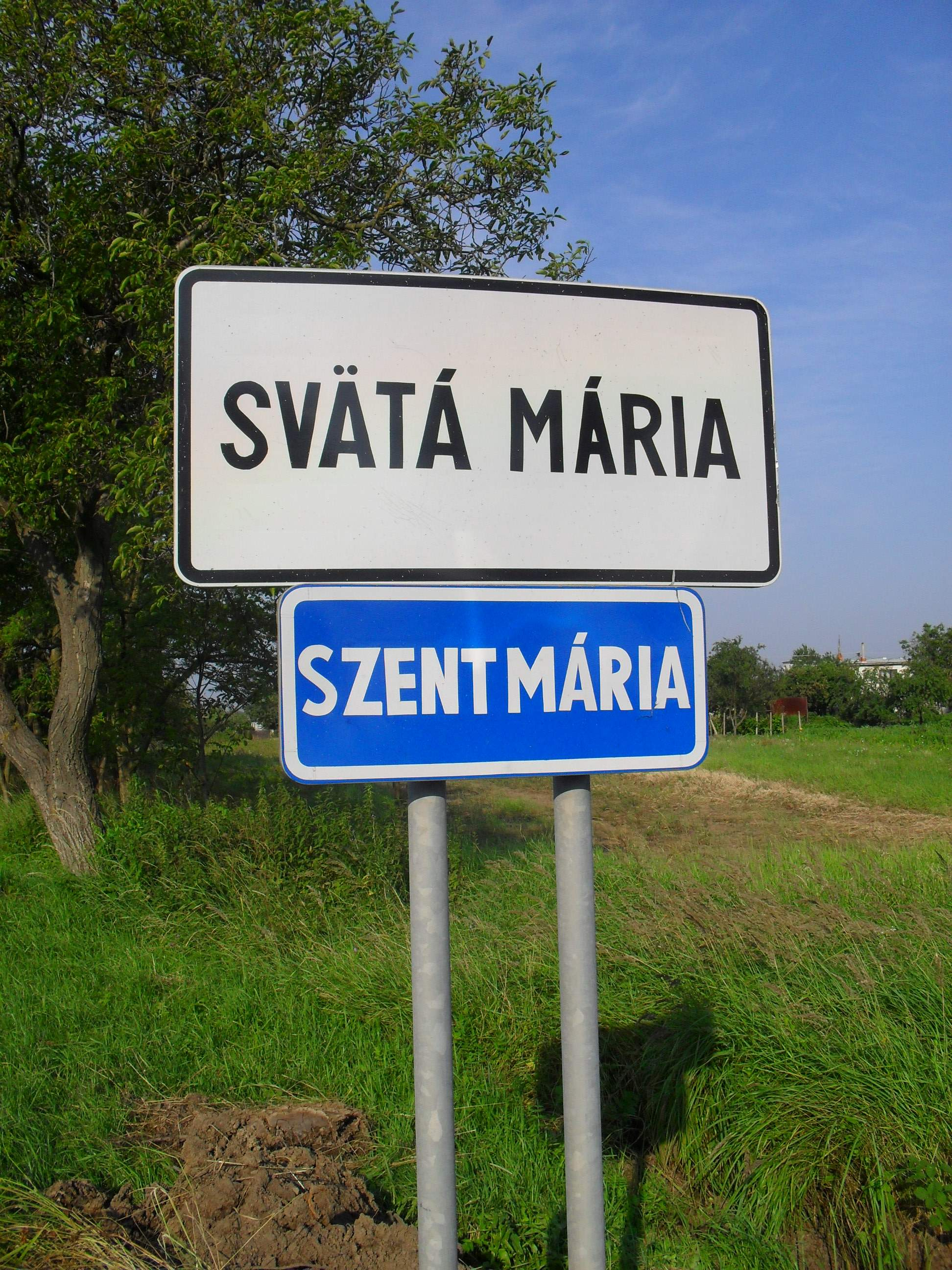
Kétnyelvű helységnévtábla
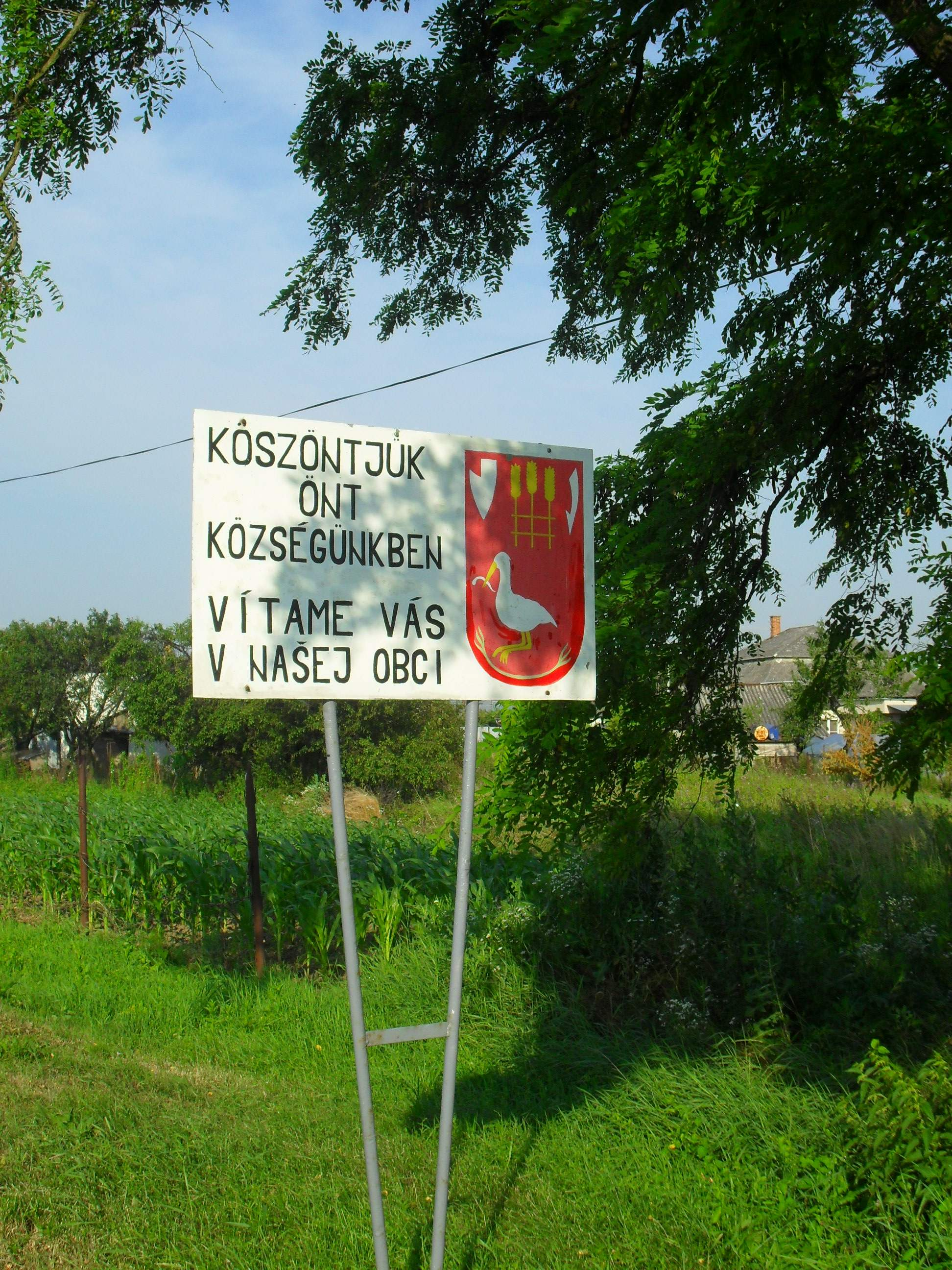
Üdvözlőtábla
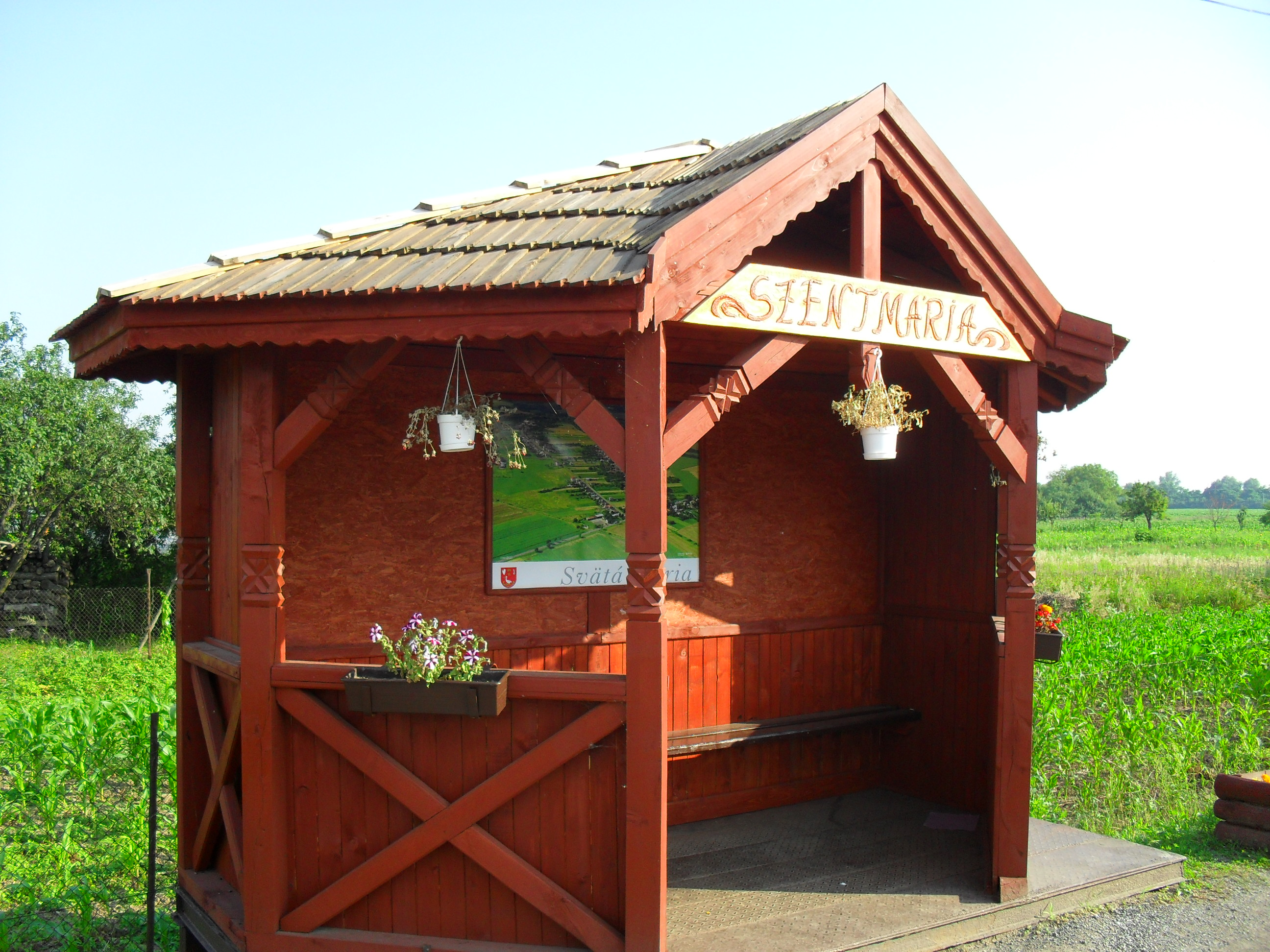
Buszmegálló
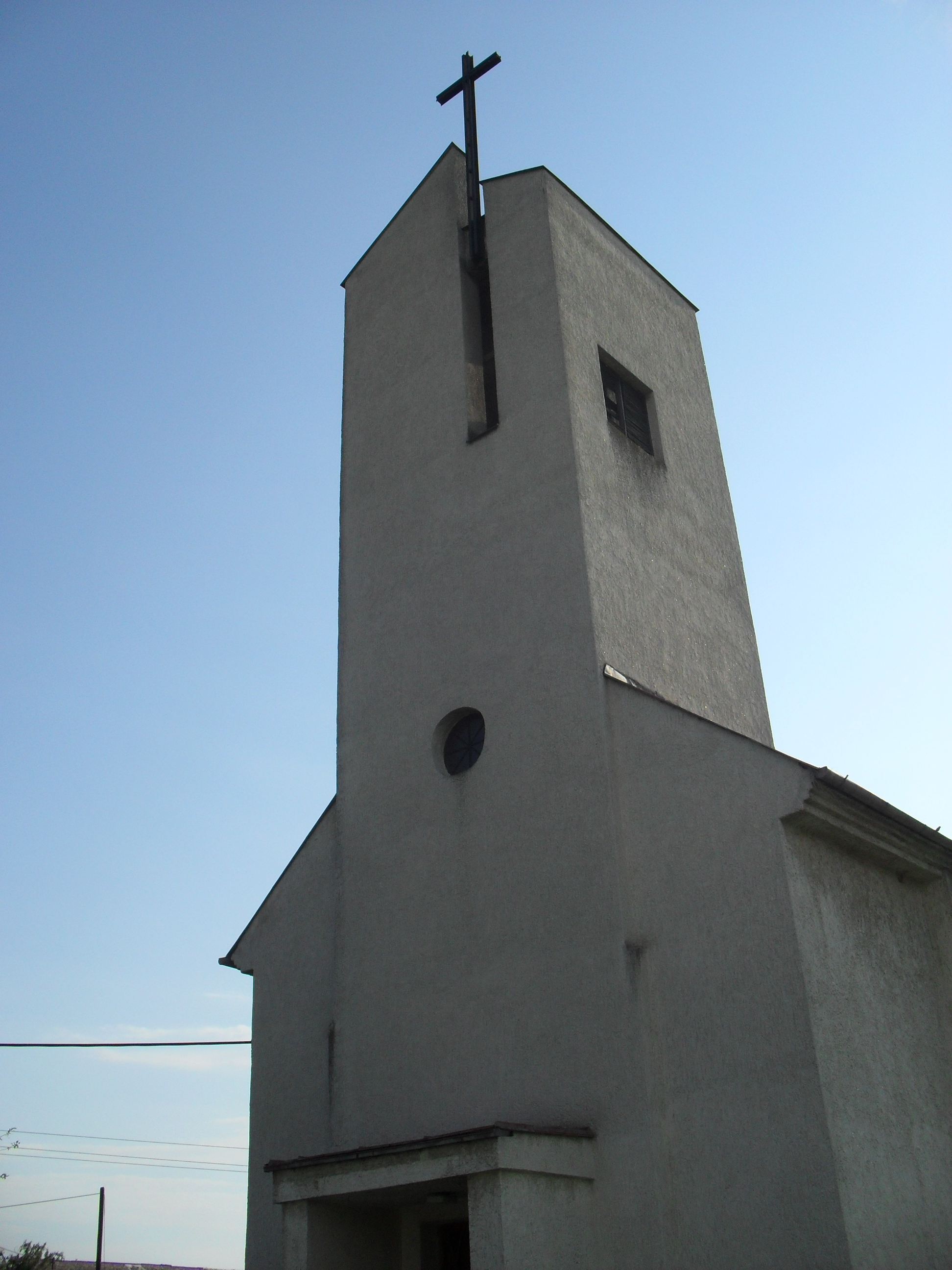
Katolikus templom
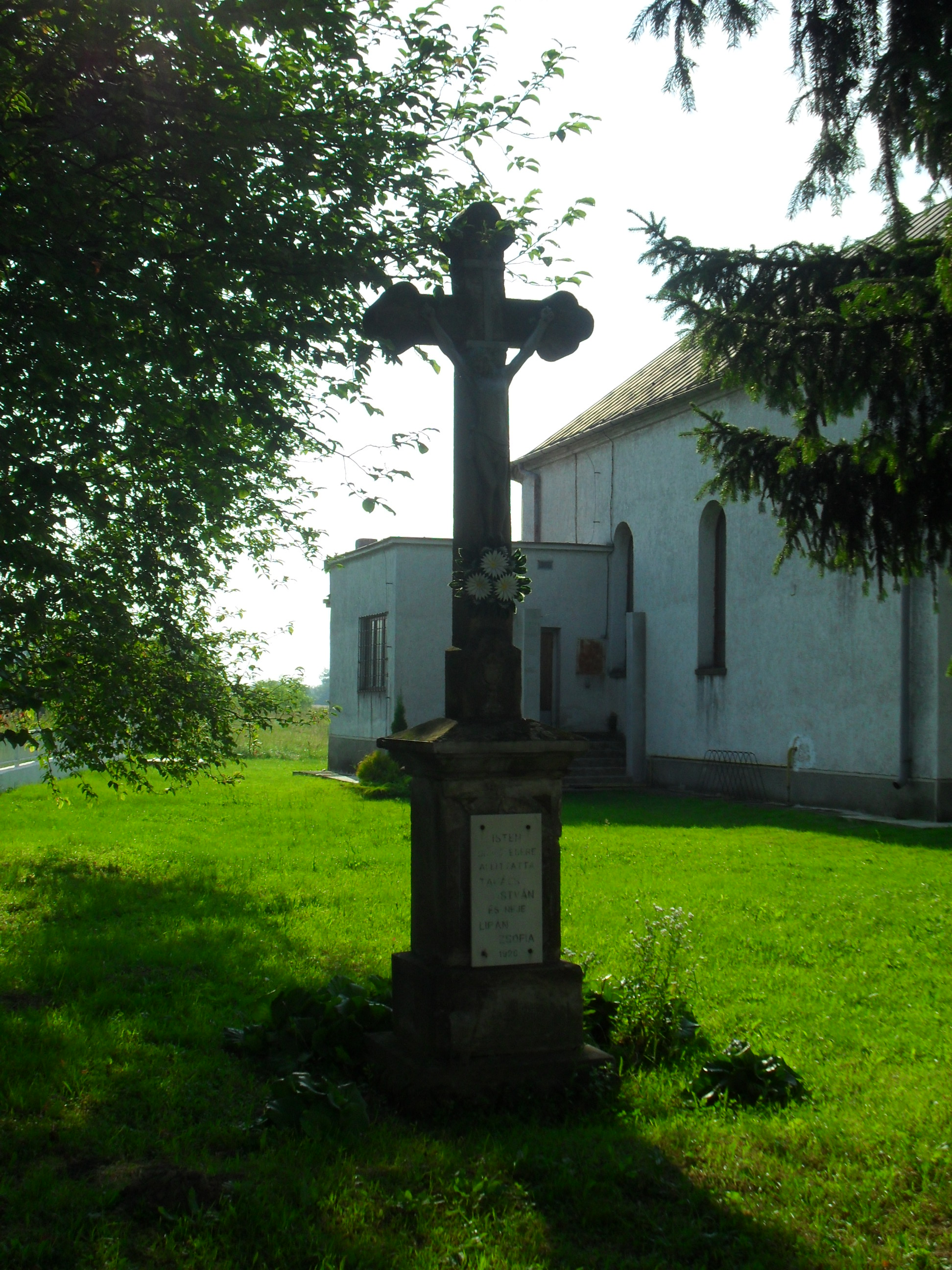
Feszület
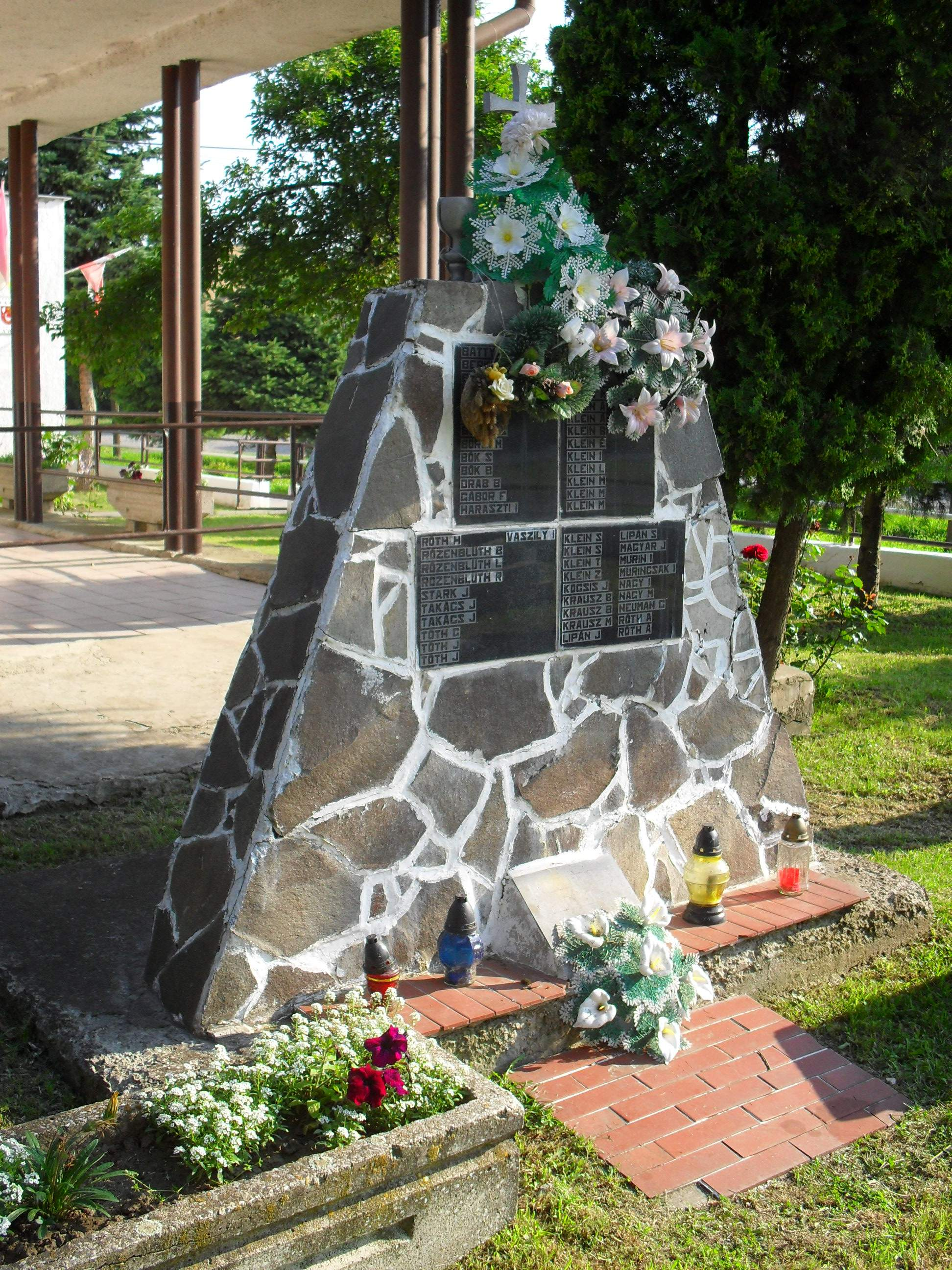
Világháborús emlékmű
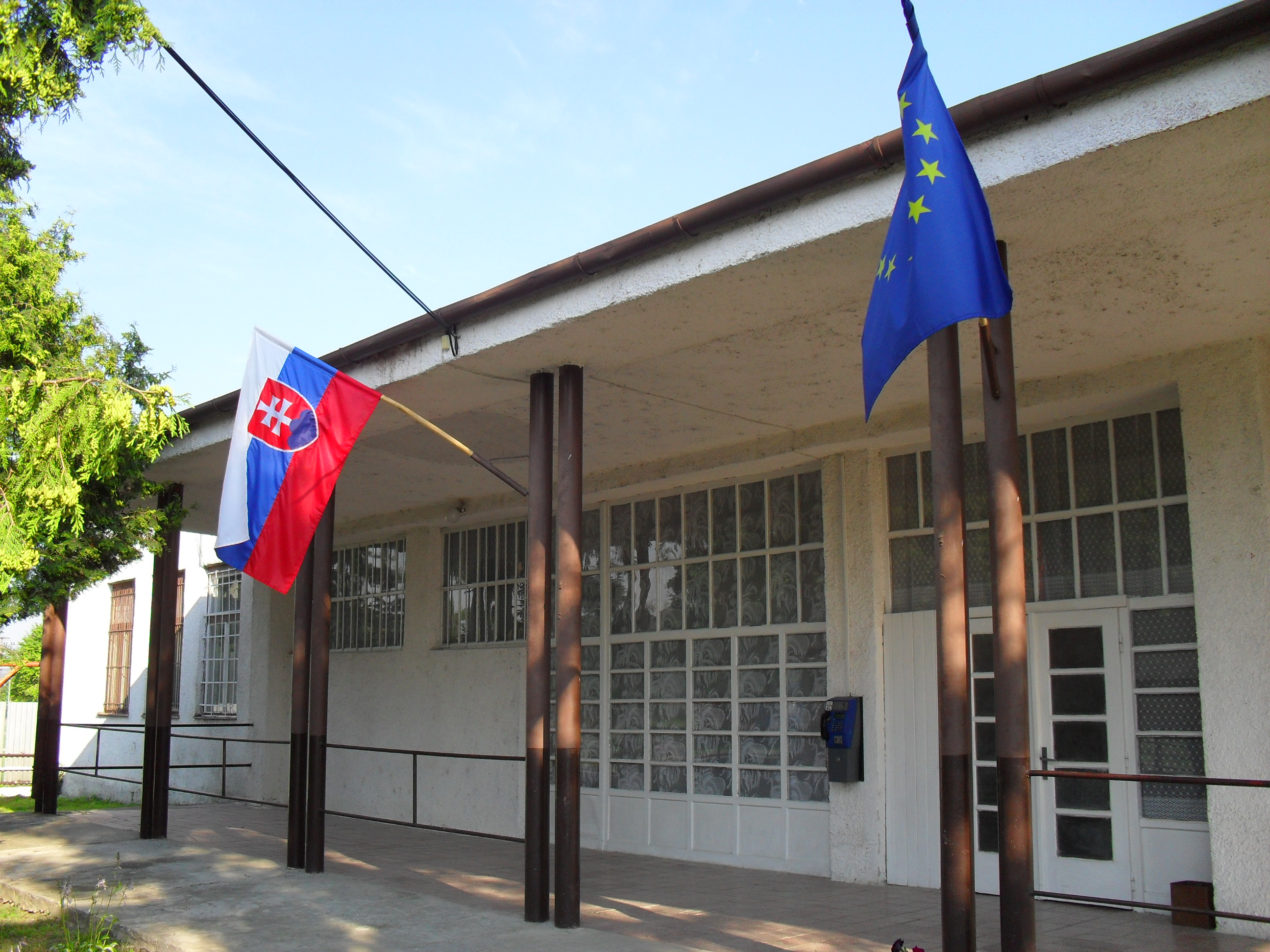
Községi hivatal
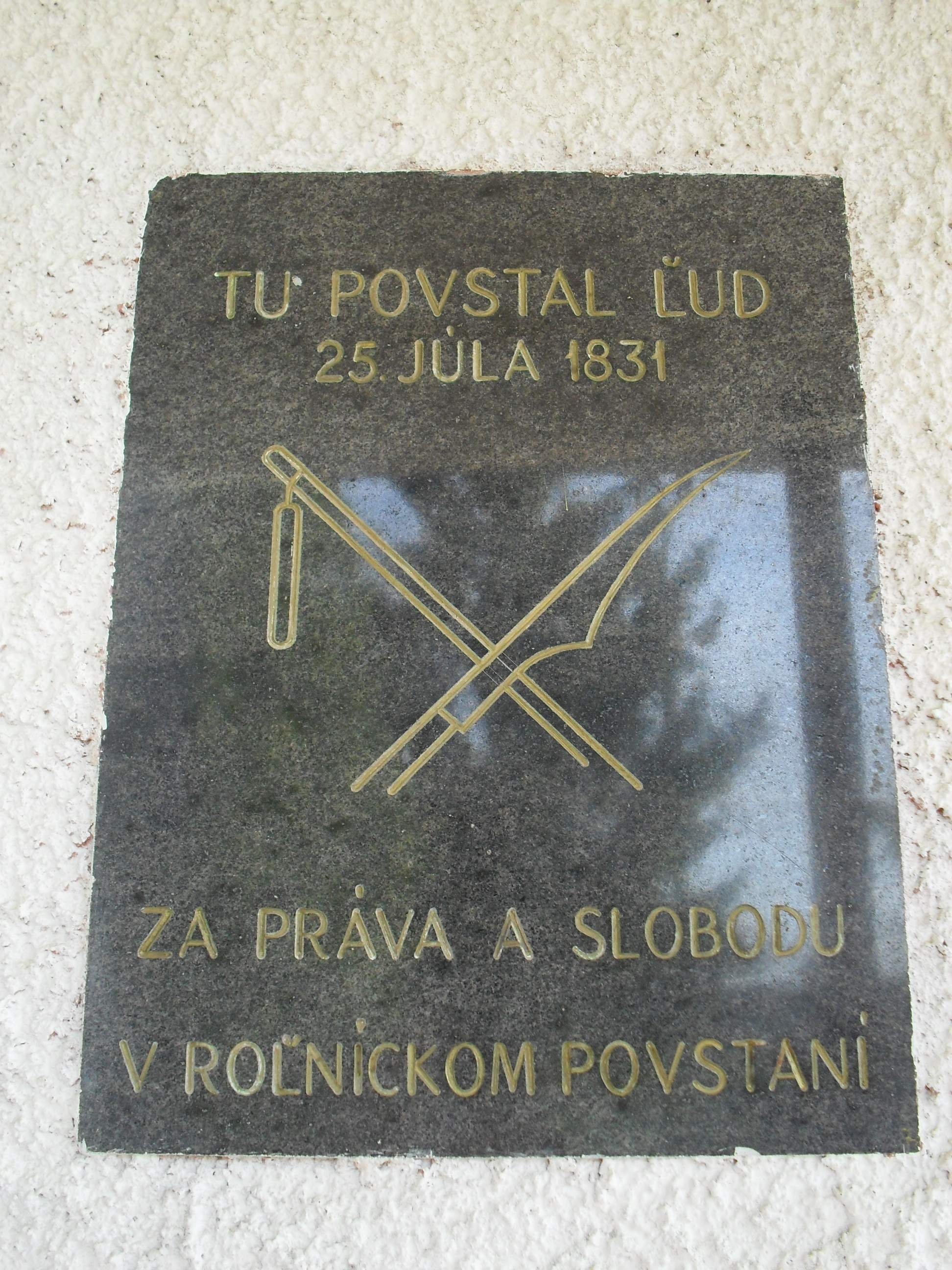
Az 1831-es felkelés emléktáblája a községi hivatal falán
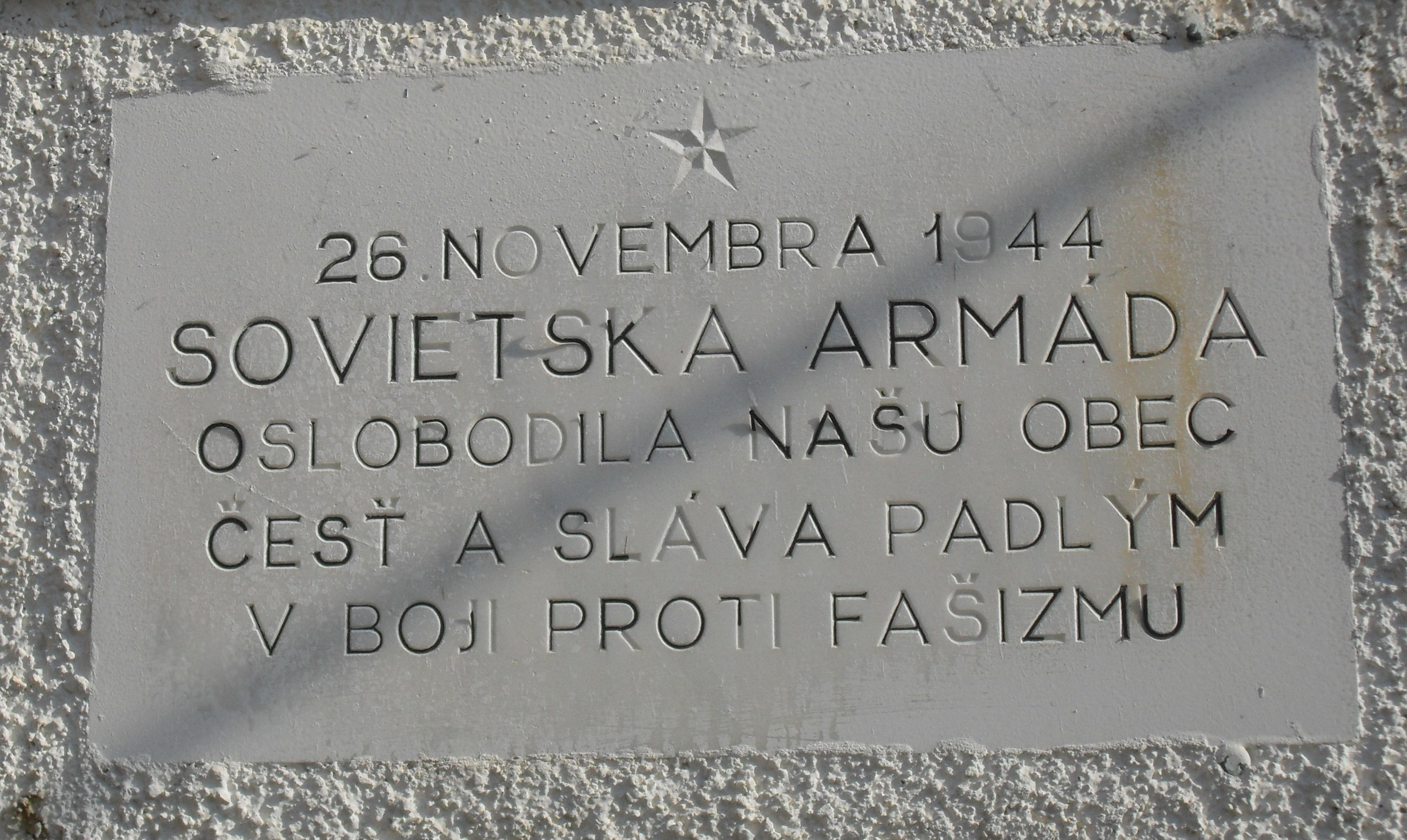
Felszabadulási emléktábla
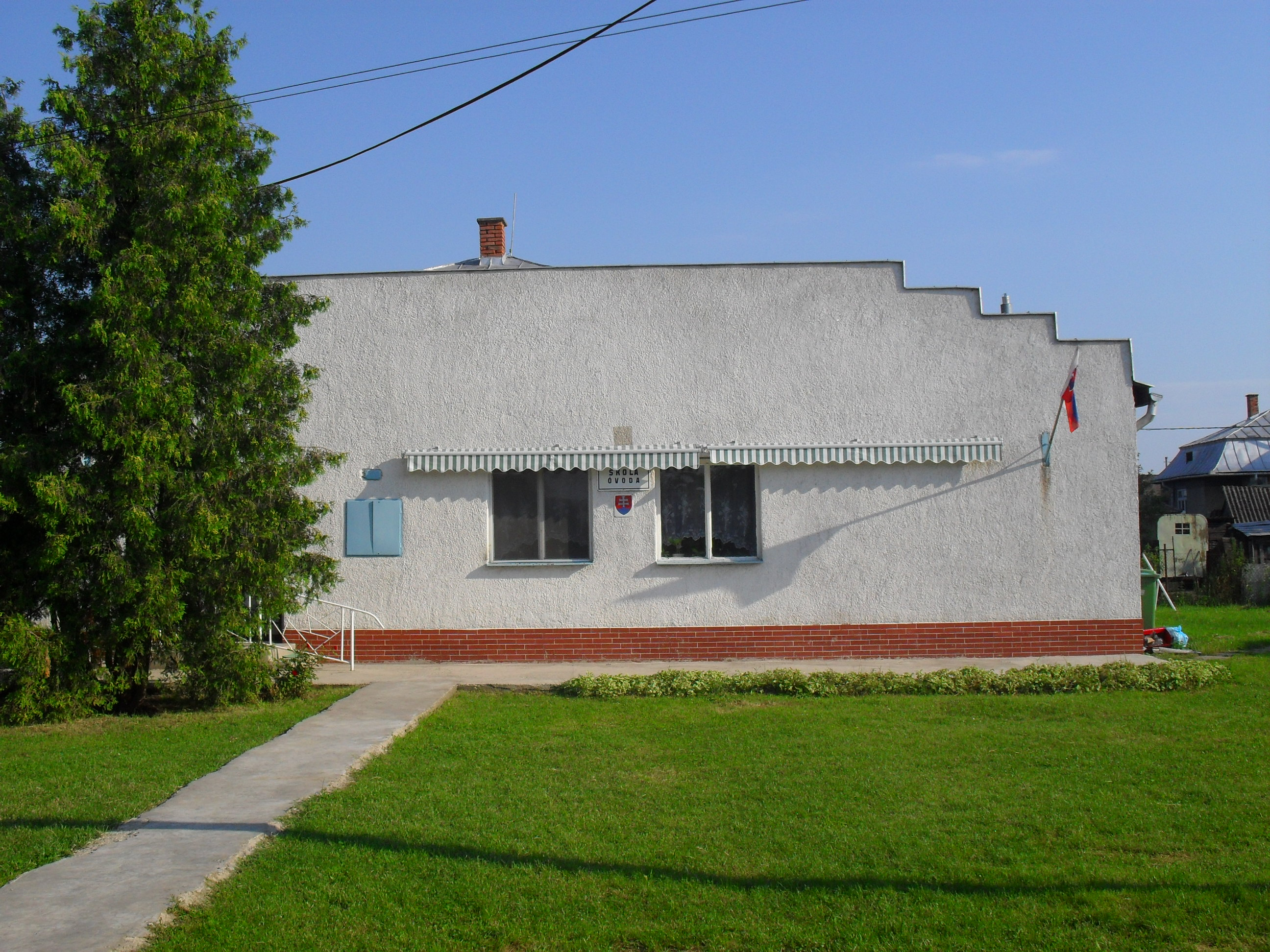
Óvoda
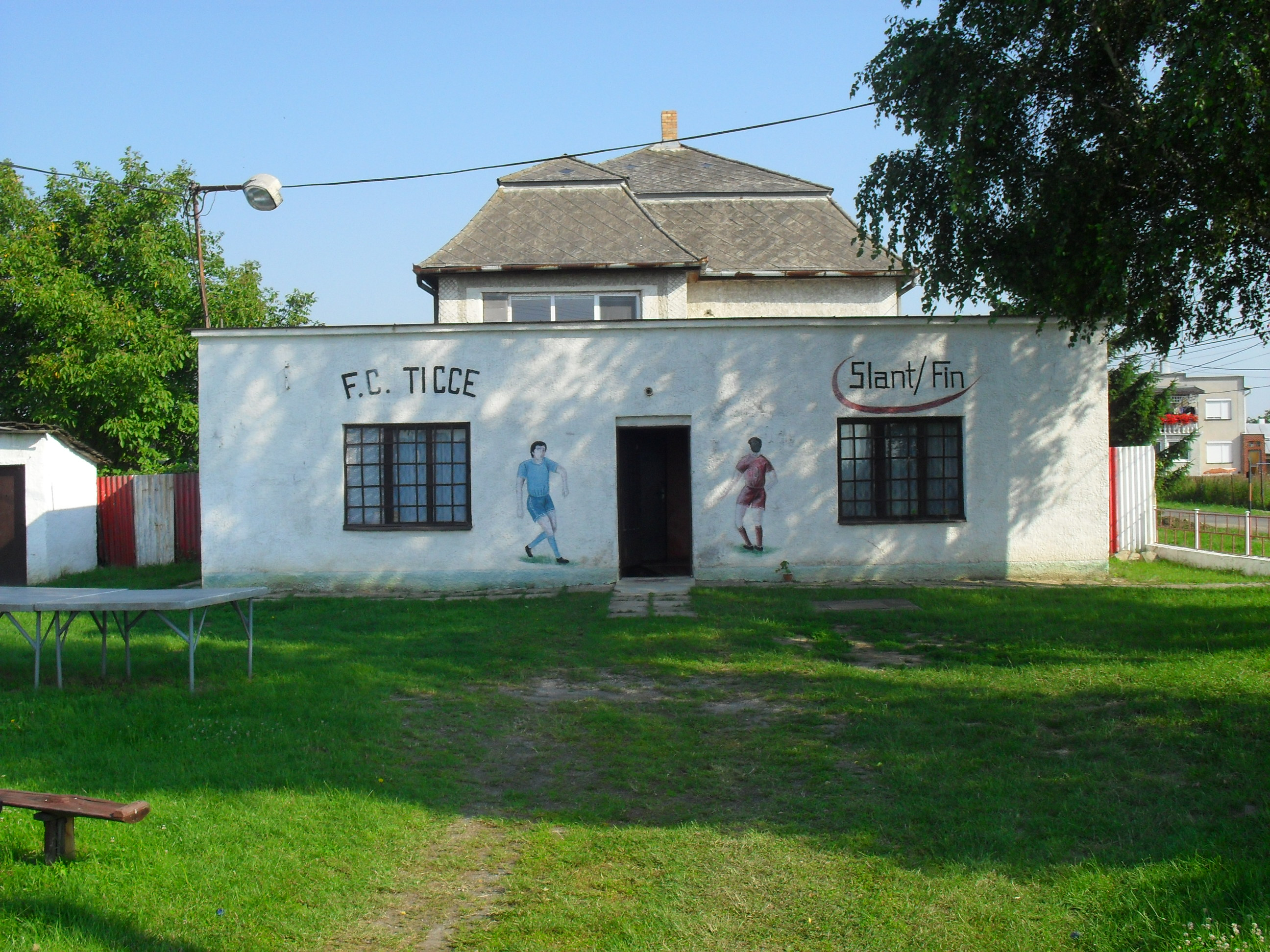
Sportklub
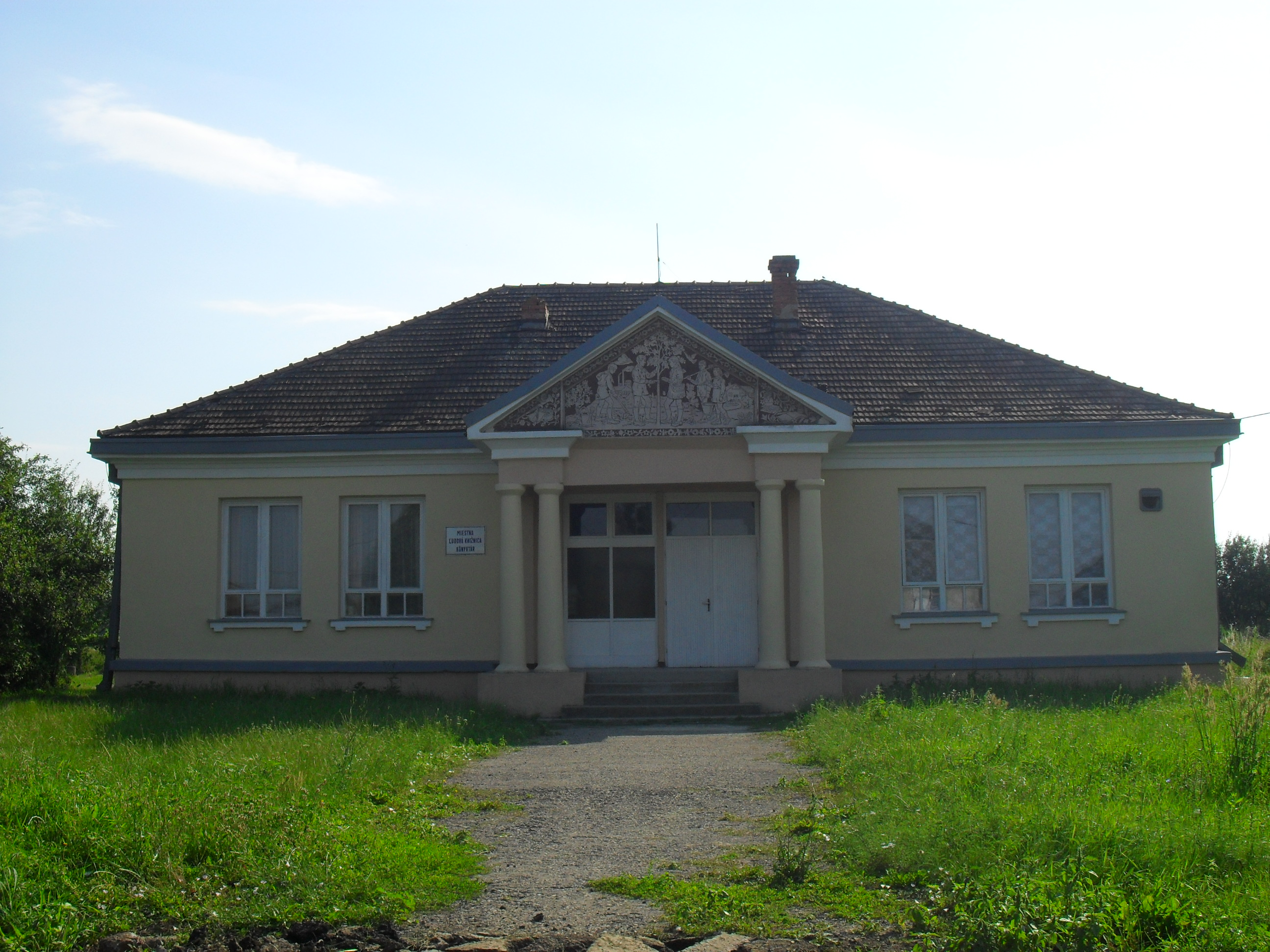
Könyvtár
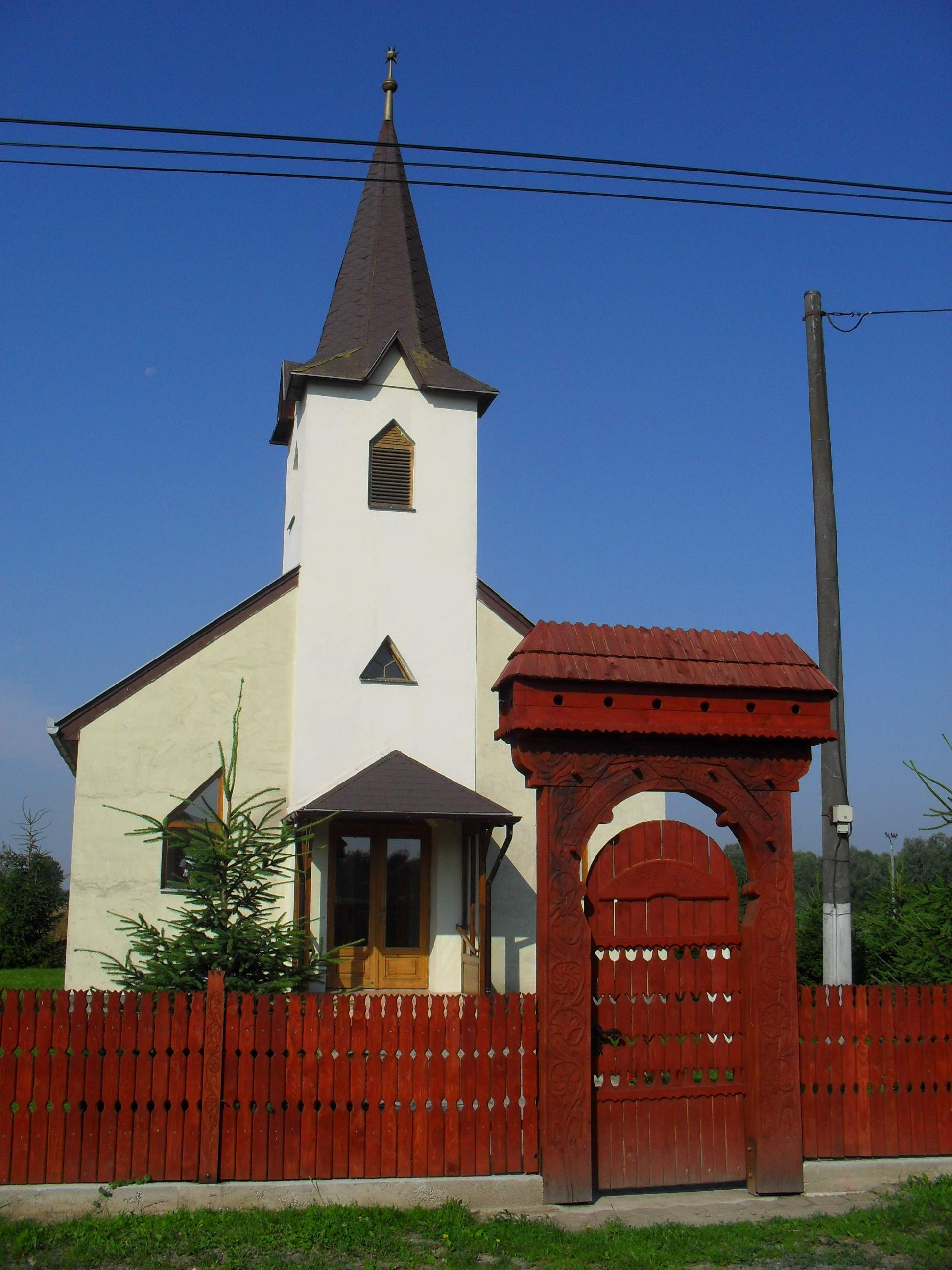
Református templom (Pálfölde)
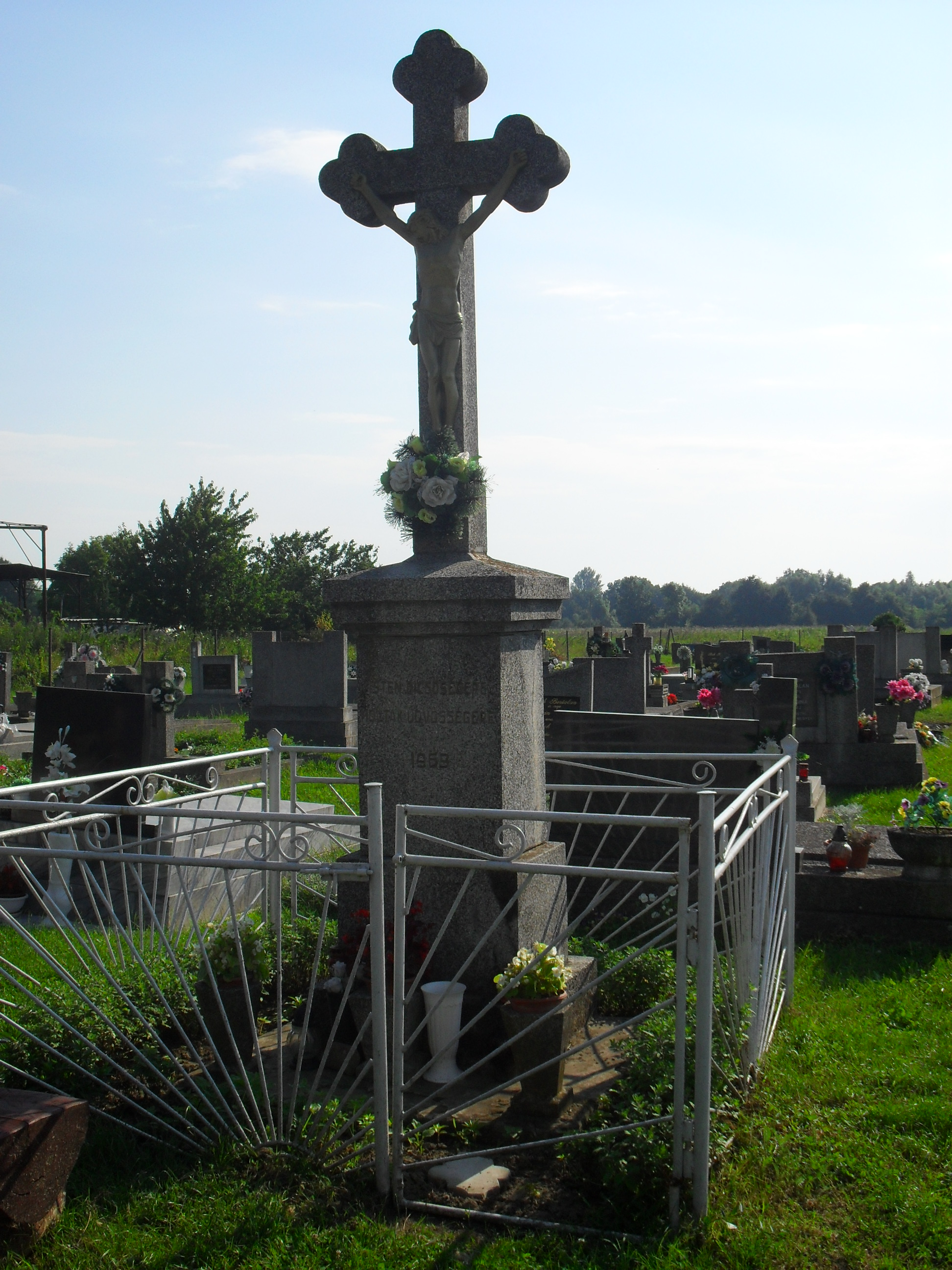
Temetői nagykereszt (Pálfölde)